# The Best of Aqua Timez
The BEST of Aqua Timez é uma coletânea lançada por Aqua Timez em 14 de outubro de 2009 pela Epic Records. The BEST of Aqua Timez foi lançado em três discos em duas versões que são o The BEST of Aqua Timez (Regular Edition) apenas álbum e The BEST of Aqua Timez (Limited Edition) onde este último além de álbum vem acompanhado com um DVD com todos os clips da banda.
The BEST of Aqua Timez alcançou a primeira posição do ranking semanal de álbuns da Oricon, onde permaneceu pou uma semana.

## Faixas

### DISCO 01
1. 千の夜をこえて (4:50)
2. 虹 (Aqua Timezの曲)|虹 (5:34)
3. ハチミツ 〜Daddy,Daddy〜 (4:17)
4. STAY GOLD (Aqua Timezの曲)|STAY GOLD (4:31)
5. 小さな掌 (5:46)
6. ALONES (4:17)
7. Velonica (4:38)
8. 歩み (4:53)
9. ひとつだけ (4:10)
10. ほんとはね (5:07)
11. 秋の下で (5:40)
12. 青い空 (5:34)
13. 最後まで (4:51)ref name="tracklist">«Sony Music Online Japan : Aqua Timez : The BEST of Aqua Timez【初回生産限定盤】». Sony Music Online Japan. Consultado em 14 de julho de 2010</ref>

### DISCO 02
1. 等身大のラブソング (4:37)
2. シャボン玉Days (5:12)
3. 世界で一番小さな海よ (3:38)
4. 決意の朝に (5:01)
5. しおり (曲)|しおり (4:09)
6. 希望の咲く丘から (4:50)
7. 一瞬の塵 (4:01)
8. 夏のかけら (Aqua Timezの曲)|夏のかけら (4:40)
9. いつもいっしょ (曲)|いつもいっしょ (5:46)
10. 星の見えない夜 (5:27)
11. プルメリア 〜花唄〜 (4:54)
12. 向日葵 (5:37)
13. 白い森 (6:50)

### DVD
1. 小さな掌
2. 等身大のラブソング
3. 決意の朝に
4. 千の夜をこえて
5. しおり
6. ALONES
7. 虹
8. 夏のかけら
9. Velonica
10. STAY GOLD
11. プルメリア 〜花唄〜
12. 最後まで
13. 優しい記憶 〜evalastingⅡ〜
14. ほんとはね
15. on the run
16. B with U
17. いつもいっしょ
18. 歩み
19. ひとつだけ
20. シャボン玉Days
21. 希望の咲く丘から